# Serafino Many
 Evrard Séraphin Many, né à Gespunsart (Ardennes) en 1847 et mort en 1922 à Fiesole (Italie), fut doyen de la Rote romaine.

## Biographie
Après son ordination en 1871, il fut le prêtre de Sy avant de devenir le chapelain des Dames de l'Assomption de Sedan. Il passait le 3 juillet 1878 son doctorat au Collège st-Thomas de Rome et retrait à Paris pour enseigner le droit canon à St-Sulpice. Il publiait aussi de 1891 à 1894 dans les Conférences ecclésiastiques de Paris de nombreux articles.
En 1898, il entrait à l'Institut catholique de Paris dans la chaire de Droit canon avant d'en devenir le directeur. Il fut de nouveau appelé par Mgr Gaspari, mais cette fois-ci à Rome où il devint auditeur de la Rote romaine en 1908, puis consulteur de la Congrégation des Sacrements, du Concile et des Rites. En 1917 il devint consulteur de la Commission pour l'interprétation du Code.